# Municipio de Moores Prairie
El municipio de Moores Prairie (en inglés: Moores Prairie Township) es un municipio ubicado en el condado de Jefferson en el estado estadounidense de Illinois. En el año 2010 tenía una población de 347 habitantes y una densidad poblacional de 3,66 personas por km².

## Geografía
El municipio de Moores Prairie se encuentra ubicado en las coordenadas 38°10′37″N 88°46′56″O / 38.17694, -88.78222. Según la Oficina del Censo de los Estados Unidos, el municipio tiene una superficie total de 94.77 km², de la cual 94,18 km² corresponden a tierra firme y (0,62 %) 0,59 km² es agua.

## Demografía
Según el censo de 2010, había 347 personas residiendo en el municipio de Moores Prairie. La densidad de población era de 3,66 hab./km². De los 347 habitantes, el municipio de Moores Prairie estaba compuesto por el 97,12 % blancos, el 0,29 % eran asiáticos y el 2,59 % eran de una mezcla de razas. Del total de la población el 1,15 % eran hispanos o latinos de cualquier raza.